# Église Saint-Étienne d'Escattes
L'église Saint-Étienne d'Escattes est une église de style roman languedocien située dans le hameau d'Escattes — ancienne commune Saint-Étienne-d'Escattes — à Souvignargues dans le département français du Gard en région Occitanie.

## Localisation
L'église se dresse sur la place de l'Église de Saint-Étienne d'Escattes, hameau situé à 3 km à l'est de Souvignargues sur la route reliant Souvignargues à Calvisson.

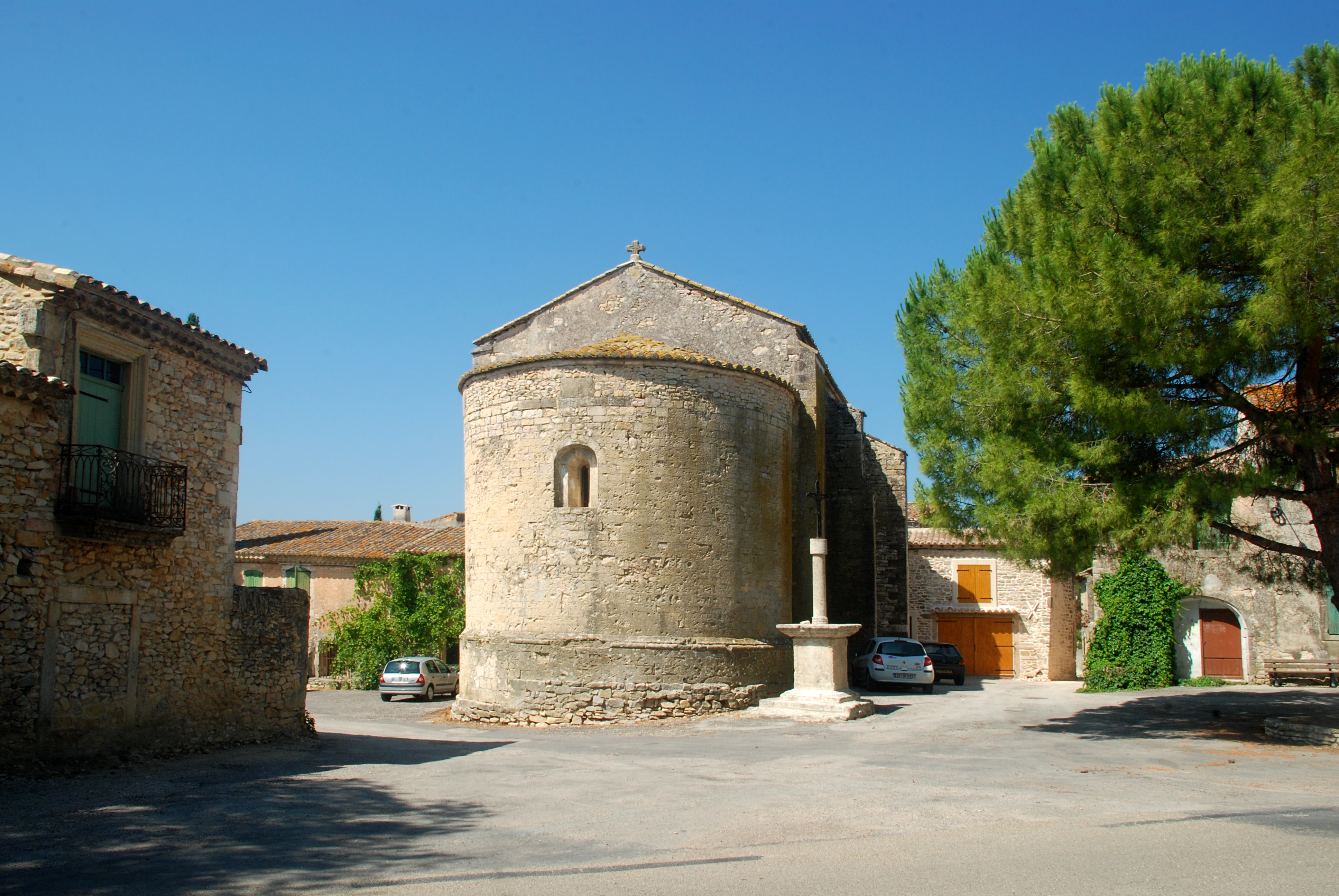
La place de l'Église.

## Historique
L'église Saint-Étienne d'Escattes est construite au XIIe siècle.
Escattes est mentionné en 1582 sous le nom de Savinhargues et Escatte, viguerie de Sommières.
L'église, endommagée par les Protestants vers le milieu du XVIe siècle, durant les guerres de Religion, est restaurée en 1660 par le prieur Villon. Incendiée par les Camisards en 1703, elle est réparée peu après.

## Statut patrimonial
L'église fait l'objet d'une inscription au titre des monuments historiques depuis le 6 décembre 1949, comme l'église Saint-André située également sur le territoire de la commune, dans le village-même de Souvignargues.

## Architecture extérieure

### Le chevet
L'église possède un chevet semi-circulaire érigé sur un soubassement réalisé partiellement en moellon et partiellement en pierre de taille. Le chevet, séparé du soubassement par un cordon et une moulure, est réalisé en pierre de taille sauf la partie haute de la maçonnerie, réalisée en moellon, signe d'une modification du couronnement. Des blocs de pierre rose de Montpezat sont incorporés par endroits dans la maçonnerie.

Le chevet
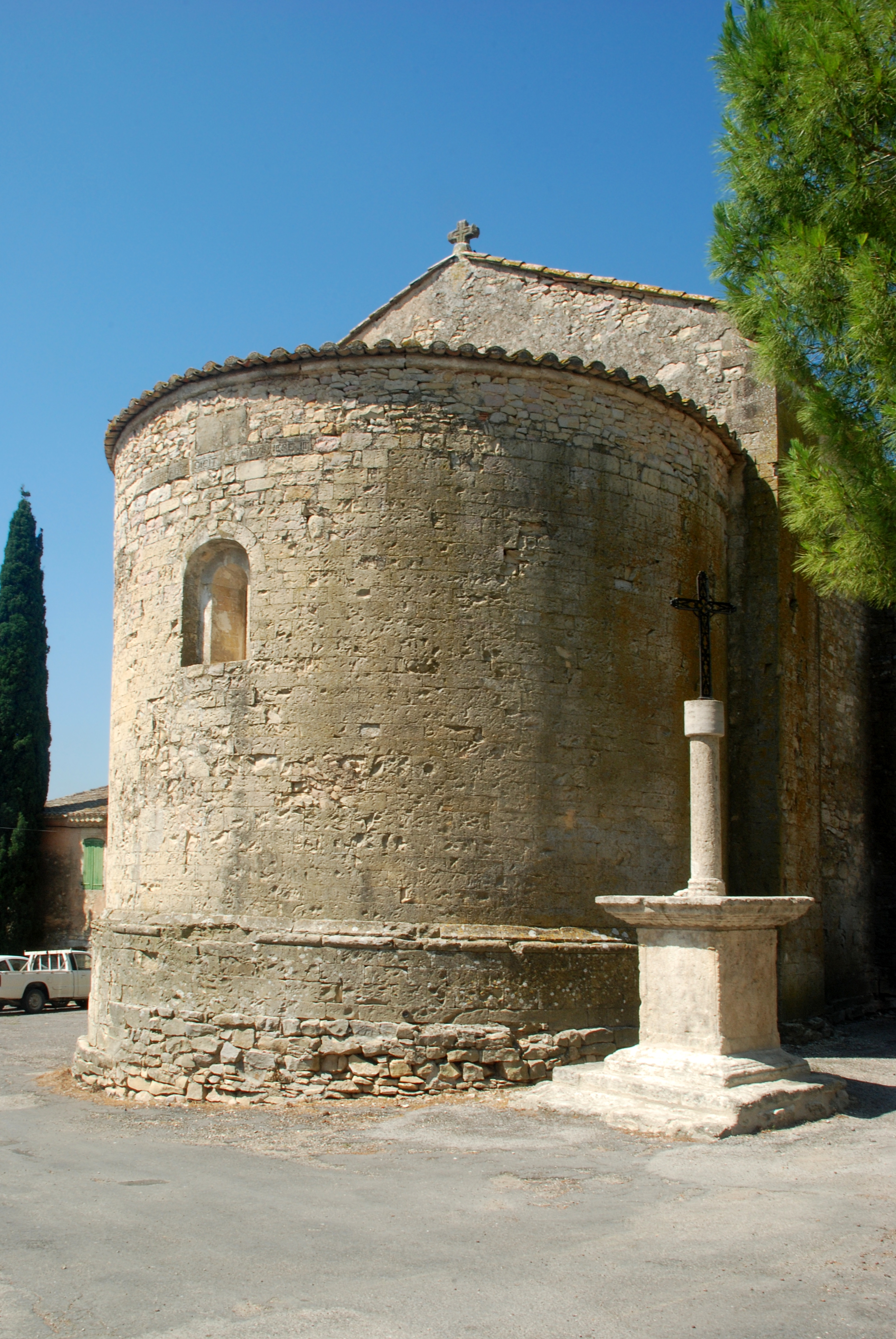
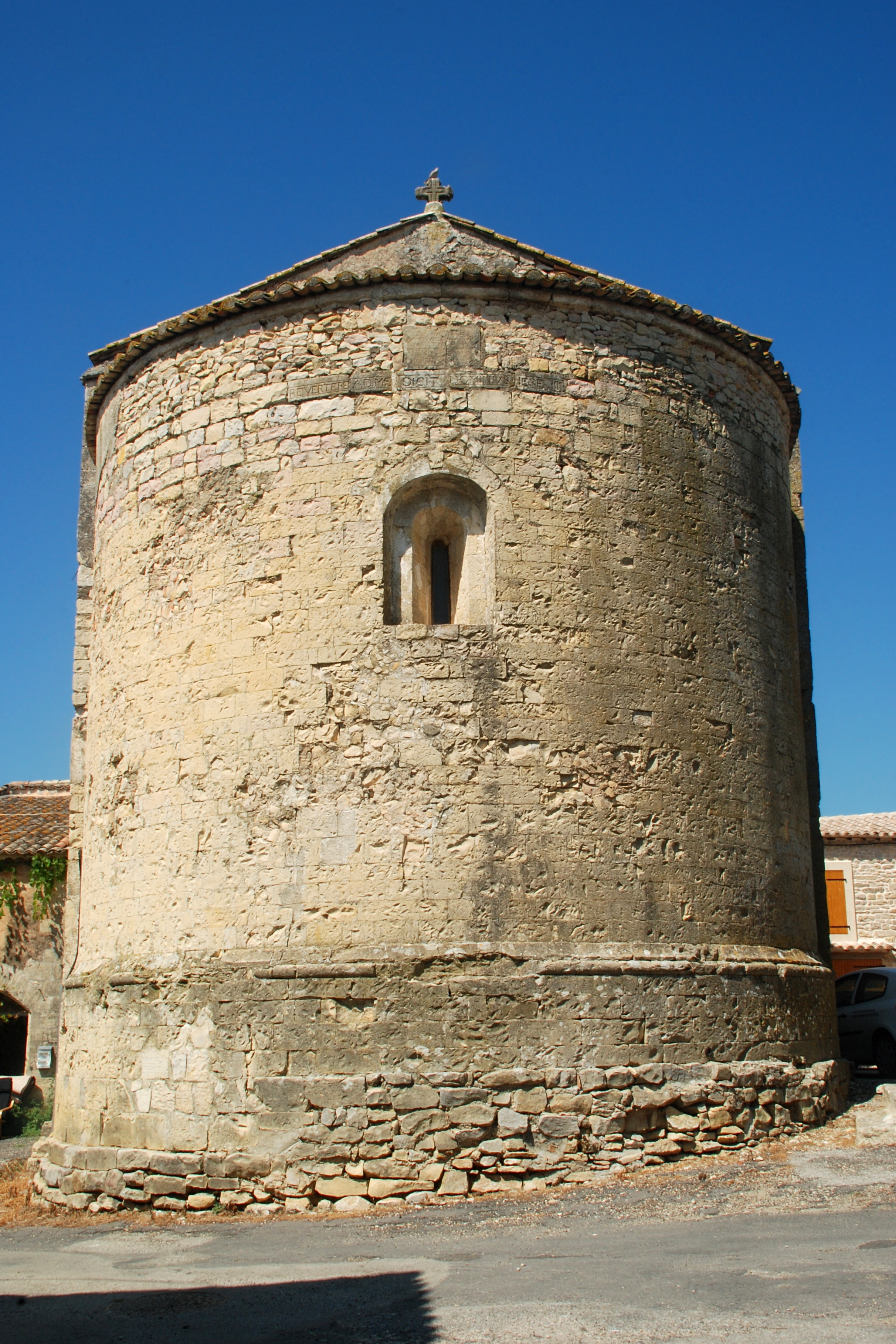
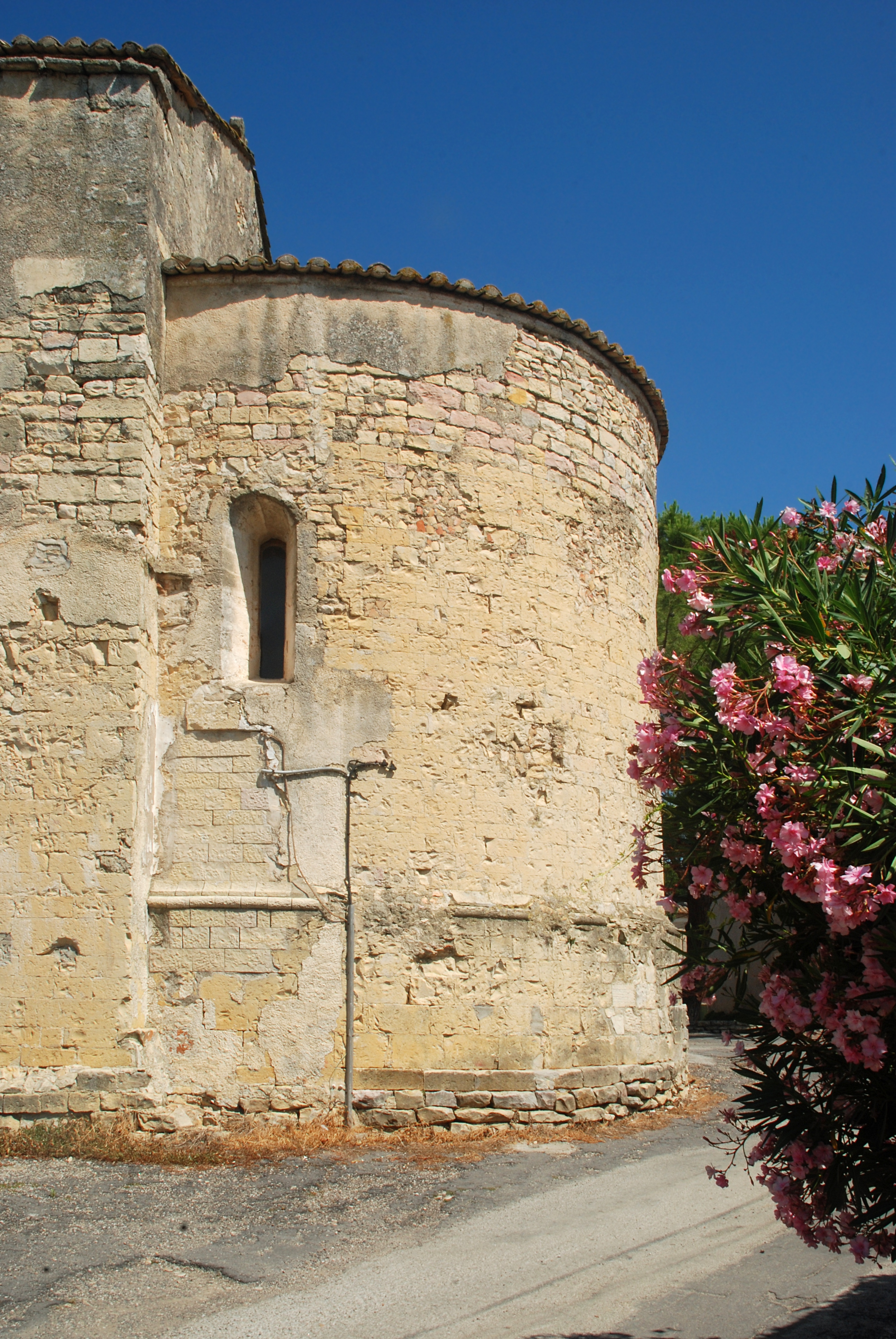

### Les inscriptions latines du chevet
Au-dessus de la fenêtre axiale du chevet, à la limite des zones de maçonnerie en pierre de taille et en moellon, figure une inscription en latin extraite du livre de Jérémie :
REVERTERE AD ME DICIT DOMINUS IERE III  (« Reviens vers moi, dit le Seigneur », Jérémie, chapitre trois)
Cette inscription est peut-être incomplète : elle semble plus courte à droite, son extrémité droite ayant probablement été remplacée par un moellon de pierre rose.
Au-dessus de cette inscription, dans la zone de maçonnerie refaite en moellon, est encastrée une pierre portant deux inscriptions, dont la première est extraite du psaume de David et la seconde a un sens obscur :
ADORATE DOMINUM IN ATRIO SANCTO EJUS PSA XX (« Adorez le Seigneur dans son sanctuaire », psalmus XX)
SIBI SOLI HYDRIA NOCET
Cette pierre étant située dans la zone de maçonnerie refaite en moellons, il s'agit probablement d'un remploi, installé peut être lors des travaux de réfection au XVIIe siècle après les guerres de Religion…

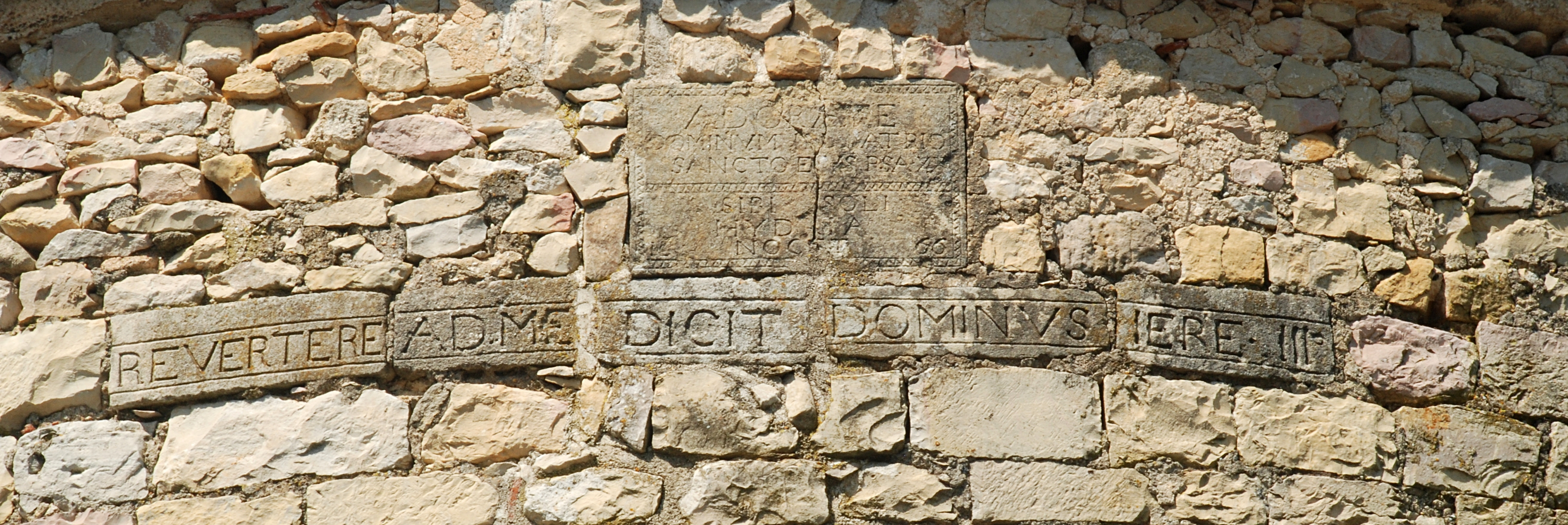
Les inscriptions latines du chevet.

### La façade occidentale
La façade occidentale possède une porte de style tardif à encadrement bisauté et à pentures ainsi qu'un oculus.
Elle est surmontée d'un clocheton de style classique datant du XVIIIe siècle tout comme la cloche qu'il abrite (1829, ateliers Baudoin à Marseille). La cloche pèse environ 100 kg.

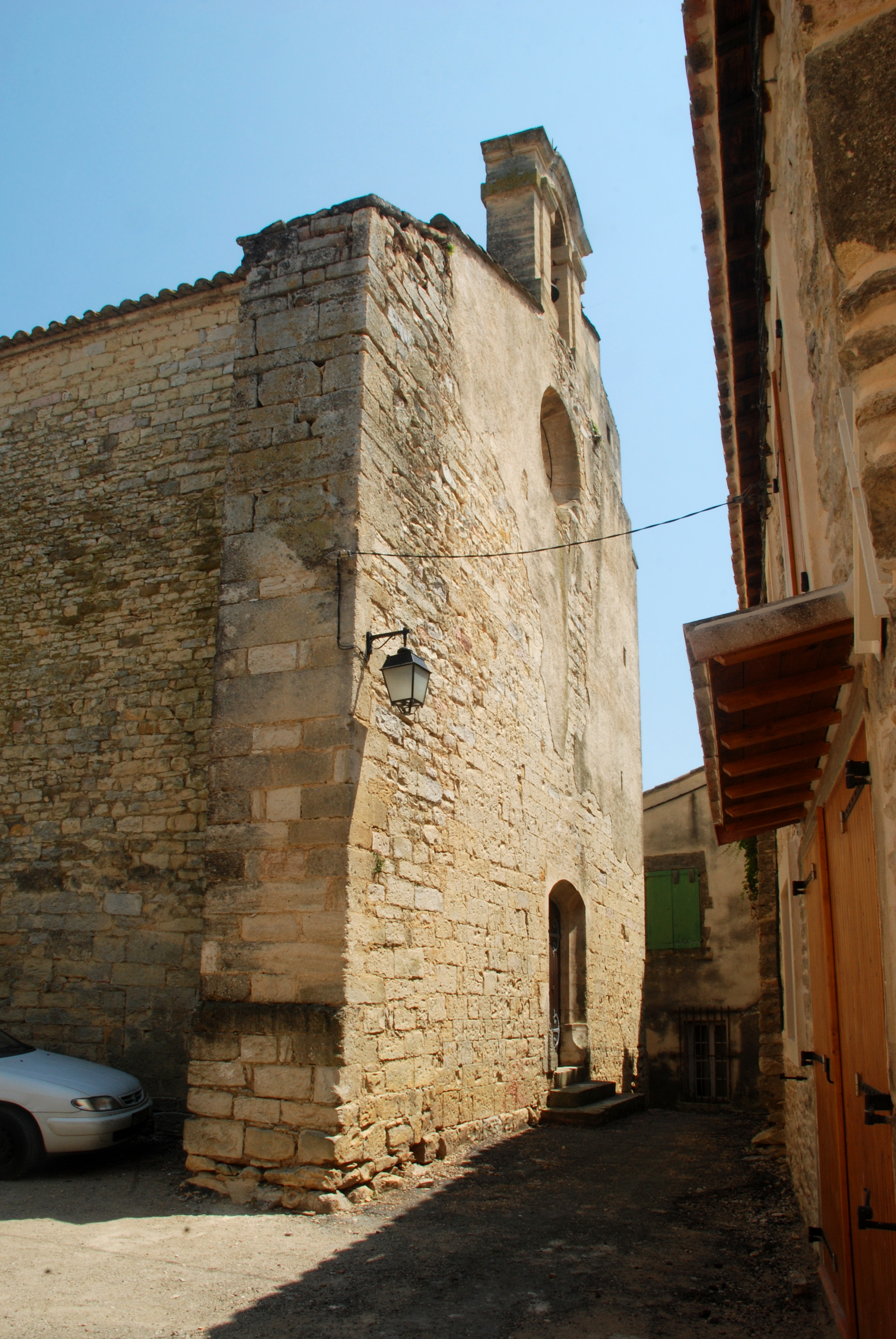
La façade ouest.
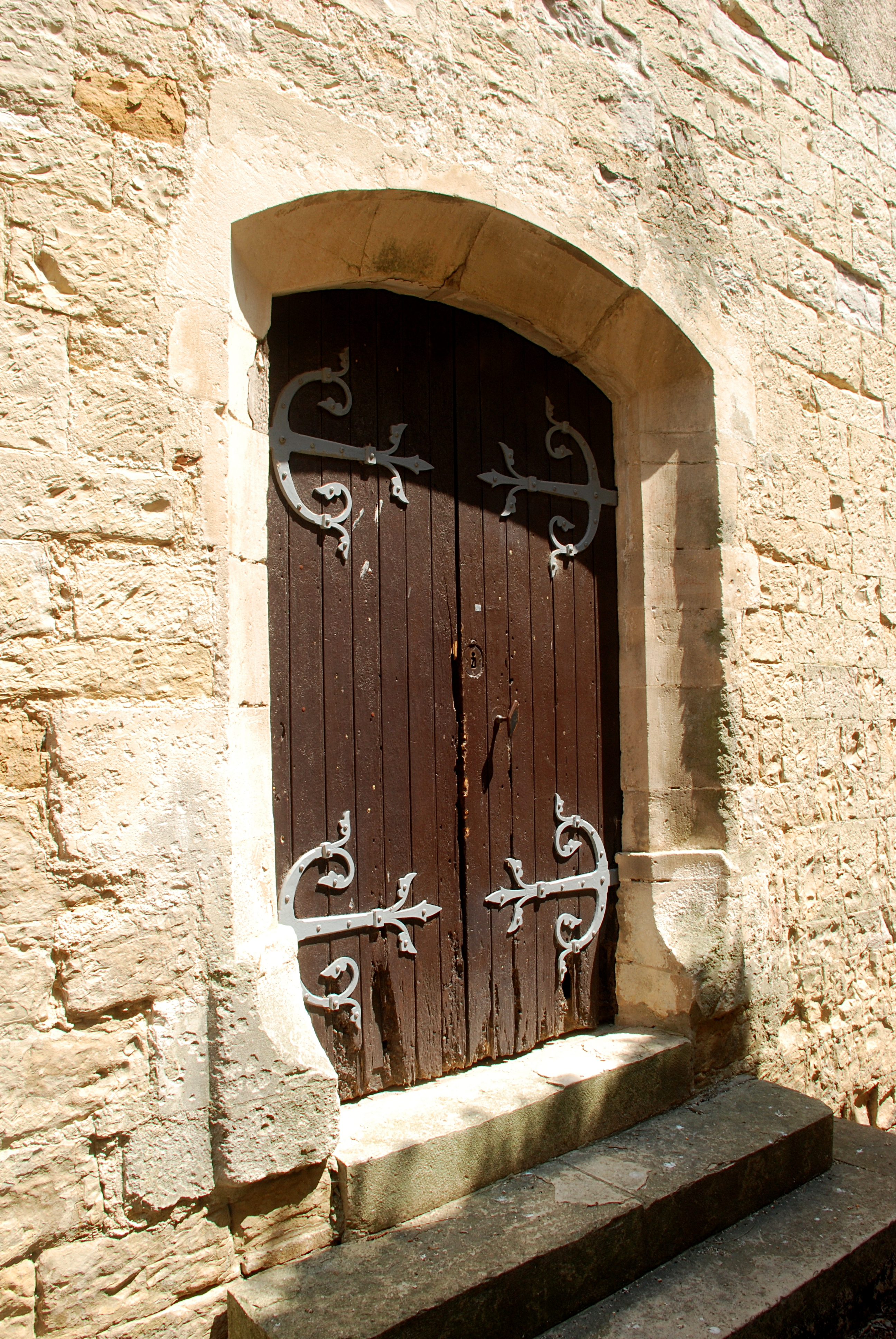
La porte.
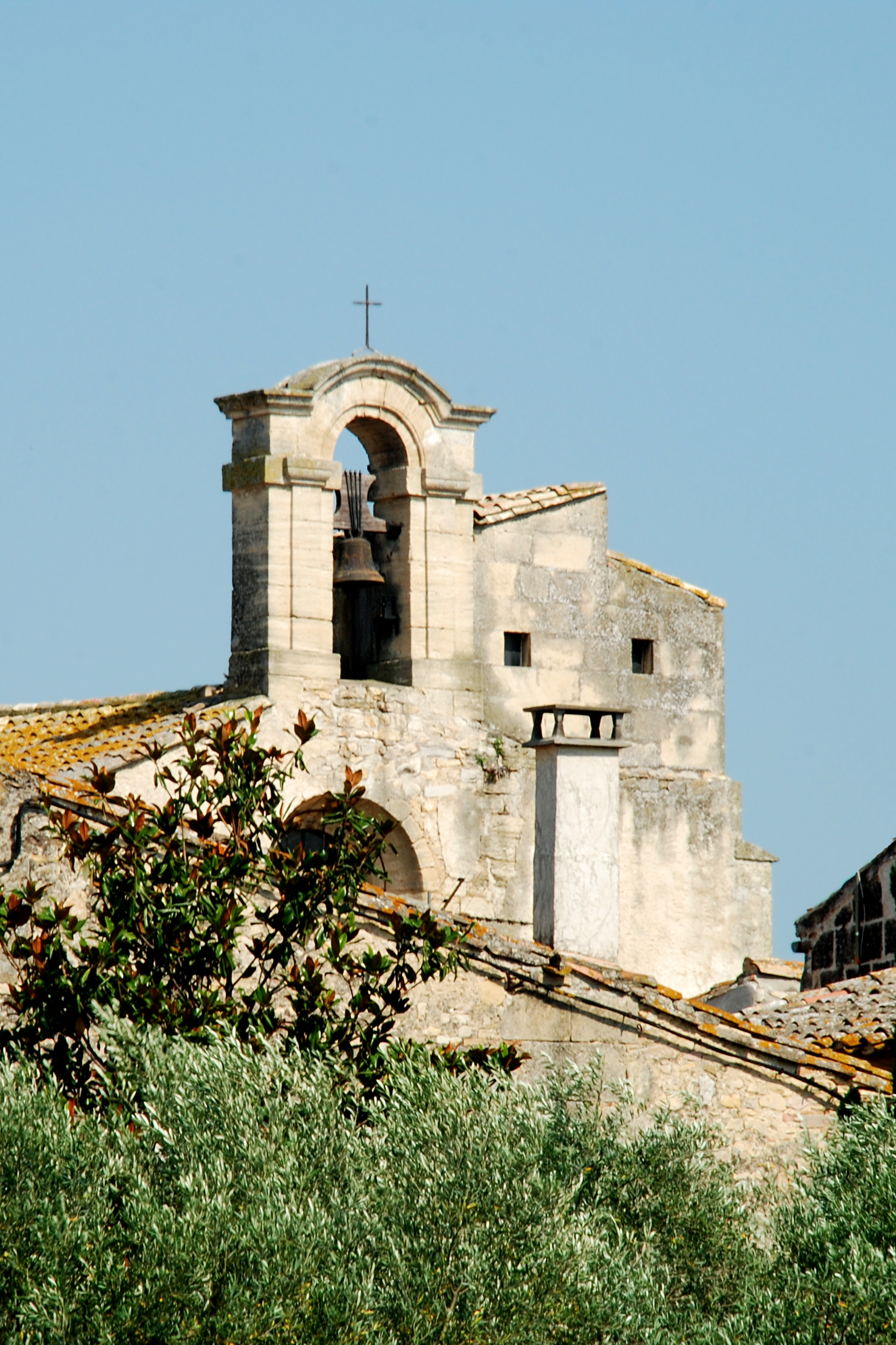
Le clocheton de style classique.

## Architecture intérieure
L'église possède une abside en cul-de-four.
La nef couverte par une belle voûte en berceau mesure 10 mètres de long sur 5,60 mètres de large et environ 8 à 9 mètres de hauteur sous voûte. 
Si l'on ajoute le chœur, l'église atteint une longueur d'environ 15 mètres.